# Mercury-Redstone 1A
Mercury-Redstone 1A (MR-1A) va ser llançat el 19 de desembre del 1960 des de la plataforma LC-5 de Cap Canaveral, Florida. Els objectius de missió d'aquest vol suborbital no tripulat, eren qualificar l'aeronau pel vol espacial i tots els sistemes per un futur vol amb un primat com a tripulant. L'aeronau va provar la seva instrumentació, coets d'orientació i el sistema de recuperació. La missió va ser un èxit complet. La càpsula de Mercury va assolir una altitud de 210 km i  va aterrara a una distància de 378 km. El vehicle de llançament va assolir una velocitat lleugerament més alta del què s'esperava, uns 7,900 km/h. La capsula Mercury va ser recuperada de l'oceà Atlàntic per helicòpters uns 15 minuts després d'amarar. Números de sèrie: La càpsula Mercury núm. 2 juntament amb la torre d'escapada de càpsula núm. 8, i el carenat de l'antena de la càpsula num. 10 van tornar a volar en la missió MR-1A. El coet Redstone MRLV-3 va ser l'utilitzat en aquesta missió. El temps de vol va ser de 15 minuts i 45 segons.

## Ubicació actual
L'astronau Mercury #2, emprada en les missions Mercuri-Redstone 1 i Mercury-Redstone 1A, es pot veure actualment  al NASA Ames Centre d'Exploració, prop de Mountain View, Califòrnia.

## Events del vol MR-1A

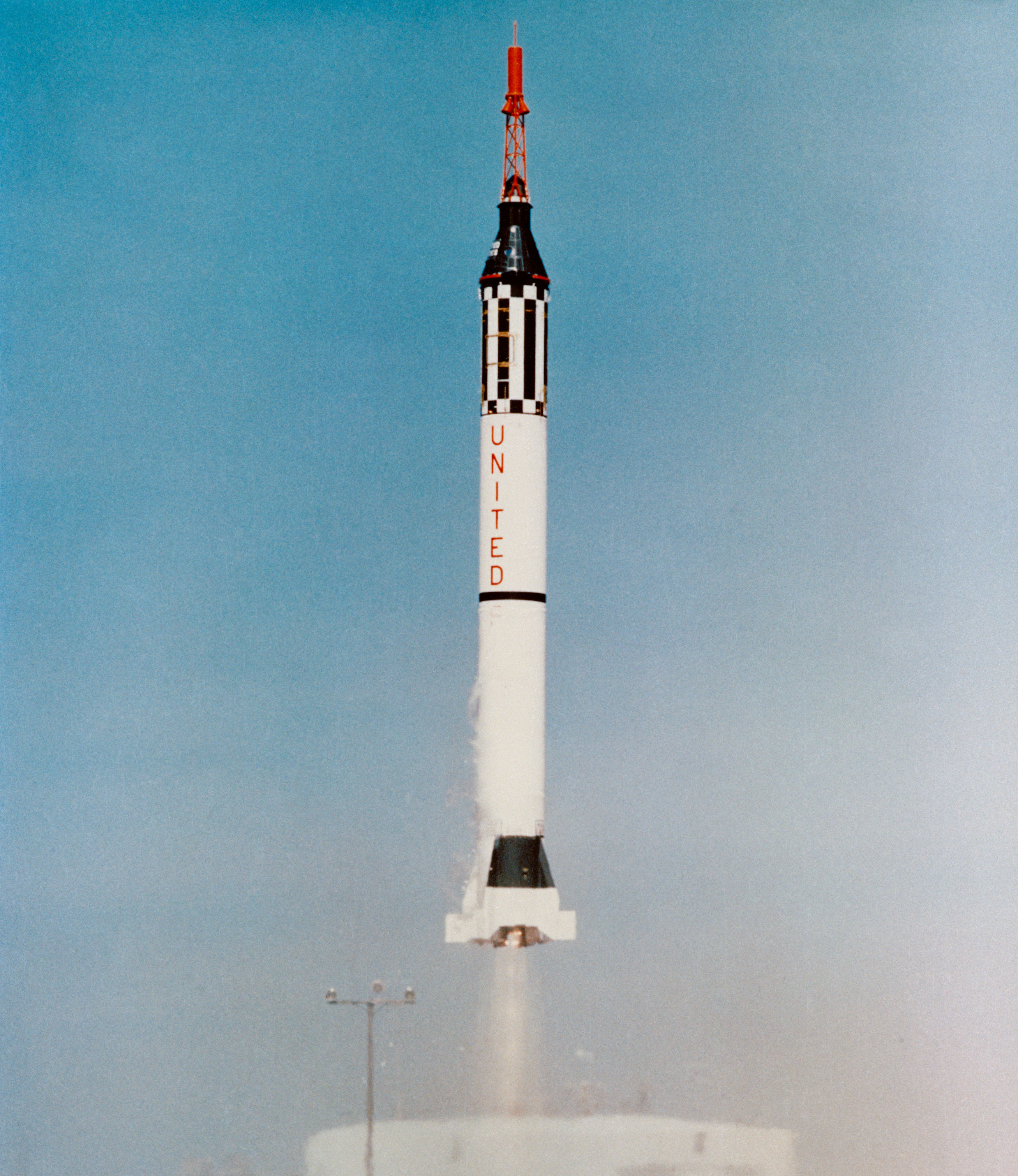
Enlairament del MR-1A

| T+ Temps   | Esdeveniment                        | Descripció |
| ---------- | ----------------------------------- | --- |
| T+00:00:00 | Enlairament                         | Enlairament Mercury-Redstone, S'inicia el rellotge d'abord.                                                                                  |
| T+00:00:16 | Programa de capcineig               | El coet gira sobre l'eix transversal a 2 graus/s dels 90° fins als 45°.                                                                      |
| T+00:00:40 | Final programa de capcineig         | El coet Redstone assoleix una inclinació de 45°.                                                                                             |
| T+00:01:24 | Max Q                               | Punt de màxima pressió dinàmica (28 kPa). |
| T+00:02:20 | BECO                                | Aturada del motor Redstone. Velocitat 2.3 km/s.                                                                                              |
| T+00:02:22 | Ejecció torre                       | Ejecció de la torre d'escapada, ja no es necessita.                                                                                          |
| T+00:02:24 | Separació de càpsula                | Encesa dels coets de separació durant 1 segon genrant 4.6 m/s de velocitat de separació.                                                     |
| T+00:02:35 | Maniobra de capgirament             | El sistema ASCS fa rotar la càpsula 180 graus, posant davant l'escut tèrmic. Baixa el nas 34 graus posant-se en posició per la retrofrenada. |
| T+00:05:00 | Apogeu                              | L'apogeu d'uns 185 km s'assoleix a uns 240 km del lloc de llançament.                                                                        |
| T+00:05:15 | Retrofrenada                        | Tres retrocoets s'encenen10 segons cadascun en intervals de 5 segons. Redueixen la velocitat en 168 m/s.                                     |
| T+00:05:45 | Replagament del periscopi           | El periscopi és retreu automàticament en preparació per la reentrada.                                                                        |
| T+00:06:15 | Ejecció dels retrocoets             | Un minut després de la retrofrenada els coets son ejectats, deixant lliure l'escut térmic.                                                   |
| T+00:06:20 | Maniobra d'orientació               | L'ASCS orienta càpsula baixant el nas a 34º de capcineig, 0° balanceig, 0° guinyada.                                                         |
| T+00:07:15 | Maniobra de .05 G                   | L'ASCS detecta l'inici de la reentrada i fa rotar la càpsula a 10 graus/seg per estabilitzar-la.                                             |
| T+00:09:38 | Obertura paracaigudes de frenat     | Es deplega el paracaigudes de frenat a 6.7 km, alentint el descens a 111 m/s i estabilitzant la càpsula.                                     |
| T+00:09:45 | Desplegament respirador             | Desplegament del respirador a 6 km. L'ECS pasa al ritme d'oxigen d'emergència per refredar la cabina.                                        |
| T+00:10:15 | Desplegament paracaigudes principal | El paracaigudes principal es desplega a 3 km. Velocitat de descens s'alenteix 9 m/s                                                          |
| T+00:10:20 | Desplegament coixí d'aterratge      | Es desplega el coixí d'aterratge, fent caure l'escut tèrmic (1.2 m).                                                                         |
| T+00:10:20 | Abocament del combustible           | El peròxid d'hidrogen que sobra s'aboca automàticament.                                                                                      |
| T+00:15:30 | Splashdown                          | La càpsula amara dins l'aigua aproximadament a 500 km del punt de llançament.                                                                |
| T+00:15:30 | Desplegament ajudes al rescat       | El paquet d'ajut al rescat es desplega. Inclou tinta verda, l'activament d'una radiobalisa i una antena.                                     |